# Koenigsberger-Faktor
Der Koenigsberger-Faktor, teils auch als Königsberger Faktor bezeichnet, beschreibt, insbesondere in der Mineralogie, das Verhältnis von natürlicher remanenter Magnetisierung zu induzierter Magnetisierung. Er wurde erstmalig 1938 von Johann Koenigsberger beschrieben und wird in der geophysikalischen Exploration häufig zur Beschreibung und Interpretation magnetischer Anomalien genutzt.

## Definition
Der Koenigsberger-Faktor ist ein dimensionsloser Parameter {\displaystyle Q}, der definiert ist als ein Verhältnis der remanenten Magnetisierung {\displaystyle M_{\text{rem}}} zu der induzierte Magnetisierung {\displaystyle M_{\text{ind}}}:
{\displaystyle Q={\frac {M_{\text{rem}}}{M_{\text{ind}}}}={\frac {M_{\text{rem}}}{\chi \cdot H}}}
Die induzierte Magnetisierung {\displaystyle M_{\text{ind}}} kann dabei auch als ein Produkt aus der magnetischen Suszeptibilität {\displaystyle \chi } und der lokalen Stärke des Erdmagnetfeldes {\displaystyle H} ausgedrückt werden.
Die Gesamtmagnetisierung eines Gesteins ist die Summe seiner natürlichen remanenten Magnetisierung und der durch das umgebende geomagnetische Feld induzierten Magnetisierung. Bei {\displaystyle Q} größer 1 dominiert die remanente, bei {\displaystyle Q} kleiner 1 die induzierte Magnetisierung.